# Рахімов Шавкатджон Шокирович
Рахімов Шавкатджон Шокирович (14 серпня 1994) — таджицький професійний боксер, чемпіон світу за версією IBF (2022—2023) у другій напівлегкій вазі.

## Аматорська кар'єра
2014 року на Чемпіонаті світу з боксу серед студентів, що пройшов у Якутську (Росія), завоював бронзову медаль.

## Професіональна кар'єра
Впродовж 2015—2019 років провів п'ятнадцять переможних боїв на професійному рингу. За цей час виграв вакантний титул WBO Inter-Continental Youth, вакантний WBA Asia і 9 вересня 2017 року вакантний титул чемпіона світу за версією IBO у другій напівлегкій вазі, який захистив три рази.

### Рахімов проти Діаса
13 лютого 2021 року зустрівся в бою з чемпіоном світу за версією IBF у другій напівлегкій вазі Джозефом Діасом (США). Титул чемпіона Діас втратив ще на офіційному зважуванні, перевищивши ліміт ваги. Сам бій вийшов дуже рівним і завершився внічию.

### Здобуття звання чемпіона
5 листопада 2022 року чемпіон світу за версією IBF Джозеф Кордіна (Уельс) мав захистити свій пояс проти обов'язкового претендента Шавката Рахімова. Через травму руки Кордіні довелося відмовитися від бою, за що його позбавили пояса. IBF призначила поєдинок за вакантний титул між Рахімовим і британцем Зелфою Барреттом. Перемогу нокаутом в дев'ятому раунді здобув Рахімов і став новим чемпіоном світу.

### Рахімов проти Кордіни
22 квітня 2023 року зустрівся в бою з Джо Кордіною. Шавкат розпочав поєдинок дуже агресивно, але, пропустивши хук суперника, побував в нокдауні у першому раунді. Надалі викидав набагато більше ударів ніж суперник, але удари валійця були ефективніші. Кордіна здобув перемогу розділеним рішенням, повернувши собі звання чемпіона.